# 임수빈
임수빈(任秀彬, 1961년 7월 3일 ~)은 서울대학교 법과대학에서 수학하였고, 동 대학원에서 석사학위를 취득하였다. 29회 사법시험에 합격하여 1990년 서울지방검찰청에서 검사로 공직을 시작하였다. 2008년 MBC PD수첩의 광우병 보도 관련 사건을 수사하던 중 사직하였다. 이후 법무법인 동인에서 구성원 변호사로 활동하였고, 채동욱 전 검찰총장이 대표로 있는 법무법인 서평에서 변호사 생활을 한 바 있다.

## 주요담당 사건
- 삼성 에버랜드 전환사채 저가 배정 사건
- MBC광우병 보도 사건[1]

서울중앙지방검찰청 형사2부장검사로 사건을 맡아 주임검사로서 제작진에 대한 기소를 반대했으나 지휘부와 의견이 달라 사직하였다.

## 가족
부인 장연희씨의 부친은 민주당 의원인 장재식 전 산업자원부장관으로 서울국세청장을 지내기도 했다. 장연희씨의 동생은 장하준 케임브리지대 경제학 교수, 장하석 런던대 과학철학 교수다.